# Forretningsnetværk
Forretningsnetværk også kaldet business-network er meget udbredt i hele verden og dermed også i Danmark.
Forretningsfolk mødes oftest en gang om ugen eller hvert 14. dag og hjælper hinanden med at lave forretning.
Agendaen for et forretningsnetværk kan være forskelligt fra netværk til netværk, men der er oftest det som kaldes en pitch eller elevatortale, hvor medlemmerne får mulighed for at præsentere sig selv og deres forretning.
Mange netværksgrupper / forretningsnetværk arbejder med referencer, dvs. at man sætter folk i forbindelse med hinanden for at skabe forretning.
 Der er for få eller ingen kildehenvisninger i denne artikel, hvilket er et problem. Du kan hjælpe ved at angive troværdige kilder til de påstande, som fremføres i artiklen.